# اوکینوشیما، شیمانه
اوکینوشیما، شیمانه (به لاتین: Okinoshima, Shimane) یک منطقهٔ مسکونی در ژاپن است که در Oki District واقع شده‌است. اوکینوشیما ۲۴۲٫۹۷ کیلومترمربع مساحت و ۱۴٬۸۴۹ نفر جمعیت دارد. جزیره اوکینوشیما بین ژاپن و کره جنوبی واقع شده و قرن هاست که به عنوان محلی برای انجام مراسم مذهبی و برگزاری آیین نیایش برای ایمنی در دریانوردی در دریا استفاده میشود.ورود به این جزیره قوانین سختگیرانه ای دارد و تنها مردان اجازه ورود به آن را دارند . آنها باید قبل از ورود به این جزیره لباس های خود را در آورده و تحت مراسمی برای پاکسازی قرار گیرند باز دید کنندگان از این جزیره حق خارج کردن هیچ چیزی از این جزیره را ندارند . این جزیره در فهرست میراث جهانی سازمان آموزشی علمی فرهنگی یونسکو قرار دارد.